# David Wilmot
Pour les articles homonymes, voir Wilmot.
David Wilmot (20 janvier 1814 - 16 mars 1868) est un homme politique américain.

## Biographie
David Wilmot est né à Béthanie, en Pennsylvanie. Il étudie de Droit et s'inscrit au barreau dans le 
comté de Bradford en 1834. Représentant élu en 1844 du Parti démocrate, il soutient le président Polk dans le déclenchement de la guerre du Mexique. Mais lors de la négociation du traité de paix qui prévoit le rattachement aux États-Unis des territoires mexicains contre le versement d'une indemnité, Wilmot propose le vote d'une clause interdisant l'esclavage sur ces nouveaux territoires.
La Chambre des Représentants adopte l'amendement Wilmot en 1847 par 115 voix contre 105, mais celui-ci est rejeté au Sénat où les États du Sud sont majoritaires. Wilmot est alors considéré comme un représentant du Free Soil Party (Parti du Sol Libre) en désaccord avec le parti démocrate de Pennsylvanie dirigé par James Buchanan. Le Compromis de 1820 prohibait l'esclavage au nord de 36° 30' de latitude. Une autre solution était de prolonger cette ligne à travers les nouveaux territoire jusqu'au Pacifique ou de laisser les futurs États de décider eux-mêmes du choix (solution de la souveraineté populaire).
Cette question de l'extension ou non de l'esclavage sur les territoires arrachés au Mexique anima la campagne présidentielle de 1848 et participe aux origines de la Guerre de Sécession.
En 1857, Wilmot adhère au Parti républicain et soutient l'investiture d'Abraham Lincoln. Ce dernier lui propose un poste ministériel, mais Wilmot refuse. En 1861, il est élu au Sénat pour occuper le siège de Simon Cameron, siège qu'il occupe jusqu'en 1863, n’étant pas candidat à sa réélection. Il est alors nommé par Lincoln à la Cour des réclamations des États-Unis, ancêtre de la United States Court of Federal Claims.